# 政府科学办公室
政府科學辦公室是英國政府的科學顧問辦公室。該辦公室為政府提供基於科學及長遠考慮的政策及決策建議。2023年2月23日起，由政府首席科學顧問安吉拉·麥克萊恩領導。
辦公室隸屬於英國科學、創新及科技部，由該部提供資金，並需向英國首相和内閣秘書匯報工作。辦公室與英國研究與創新（資助研究項目）以及科學與技術委員會（提供意見）合作。同時辦公室亦設有緊急事態科學咨詢小組秘書處，未來規劃部，以及管理政府科學和工程專業人員。
2023年2月前，辦公室隸屬於現已取消的商業、能源及工業戰略部。

## 歷史
辦公室在科學及創新辦公室和創新、大學及技能部合并後成立，負責跨部門科學及技術組職責。

## 外部連結
- 官方网站
- Futures, Foresight and Emerging Technology unit
- Government Science and Engineering profession